# Cookie Gilchrist
Carlton Chester Gilchrist, detto Cookie (Brackenridge, 25 maggio 1935 – Pittsburgh, 10 gennaio 2011), è stato un giocatore di football americano statunitense che ha militato nel ruolo di halfback nella Canadian Football League (CFL) e nell'American Football League (AFL).

## Carriera
Una stella alla Har-Brack High School a Natrona Heights, Pennsylvania, nel 1953 Gilchrist guidò la sua squadra di football al titolo della W.P.I.A.L. condiviso con Donora. Ancora alle scuole superiori entrò in trattative per firmare con i Cleveland Browns della NFL di Paul Brown. La firma era contro le regole della lega e quandò Brown si rimangiò la promessa di fare entrare Gilchrist in squadra, questi lasciò il training camp e andò a giocare in Canada. Lì, nella Ontario Rugby Football Union (ORFU), fu premiato come miglior giocatore dei Sarnia Imperials nel 1954 e dei Kitchener-Waterloo Dutchmen nel 1955.
Nel 1956 Gilchrist si unì agli Hamilton Tiger-Cats della CFL, contribuendo alla vittoria della Grey Cup nel 1957. Trascorse poi una stagione con i Saskatchewan Roughriders, correndo 1.254 yard. Successivamente fu scambiato con i Toronto Argonauts per Tex Schwierer e lì giocò per tre anni. Nei suoi sei anni nella CFL, Gilchrist fu un divisional All-Star per cinque anni consecutivi dal 1956 al 1960 e fu un Eastern All-Star come linebacker nel 1960. Nel 1960 si classificò anche secondo nel premio di MVP della CFL. Nella sua carriera nella lega canadese corse 4.911 yard, ne ricevette 1.068 e fece registrare 12 intercetti in difesa.
Nel 1962 Gilchrist si unì ai Buffalo Bills dell'American Football League. Egli avrebbe dovuto fungere da riserva della scelta del draft Ernie Davis che però scelse di giocare nella NFL e morì di leucemia prima di giocare un solo down nel football professionistico. Con Buffalo, Gilchrist giocò come fullback e si occupò dei calci, anche se insistette di potere giocare anche in difesa. Fu il primo giocatore della storia della AFL a correre oltre 1.000 yard, correndone 1. 096 yard nel 1962. Quell'anno stabilì anche il record di tutti i tempi della lega con 13 touchdown, venendo premiato come miglior giocatore della AFL. Gilchrist corse l'allora record del football professionistico di 243 yard e 5 touchdown in una gara contro i New York Jets nel 1963. Anche se rimase con i Bills solo tre anni (1962–1964), rimane al nono posto della loro classifica di tutti i tempi per yard corse, e guidò la lega in yard corse in tutti i tre anni come Bill. Nella finale di campionato del 1964 corse 122 yard nella vittoria sui San Diego Chargers per 20–7. La sua media di 4,5 yard a corsa è la seconda della storia della storia di Buffalo, dietro solo a O.J. Simpson. Una delle abilità di Gilchrist era quella di bloccare, venendo menzionato dal telecronista ed ex allenatore John Madden durante una partita su CBS nella stagione 1987, dicendo: "Cookie Gilchrist potrebbe essere stato il miglior running back sui blocchi della storia del football."
All'alba del movimento per i diritti civili, Gilchrist boicottò con successo l'All-Star Game AFL del 1965 a New Orleans. È l'unico atleta ad avere rifiutato l'introduzione nella Canadian Football Hall of Fame a causa di ciò che descrisse come razzismo e sfruttamento da parte del management. Gilchrist era frequentemente in cattivi rapporti con le dirigenze delle squadra. Disse a un giornalista della London Free Press che la maggior parte dei problemi che incontrò erano il risultato del suo schierarsi dalla parte dei principi in un'epoca in cui gli atleti afroamericani si aspettava rimanessero in silenzio.
Gilchrist giocò anche per i Denver Broncos nel 1965 e 1967 e per i Miami Dolphins nel 1966. Fu spedito all'uomo che diede inizio alla sua carriera, Paul Brown dei Cincinnati Bengals, nell'expansion draft nel 1968,  ma si ritirò a causa di problemi alle ginocchia. Fu un All-Star nel1962, 1963, 1964 nel 1965, rendendolo uno dei pochi giocatori a venire convocato per la partita delle stelle per dieci anni consecutivi (sei nella Canadian Football League e quattro nella AFL). Gilchrist fu inserito come fullback nella formazione ideale di tutti i tempi della AFL.
Il 29 ottobre 2017 Gilchrist fu inserito nella Bills Wall of Fame durante la gara interna con gli Oakland Raiders.

## Palmarès

### Franchigia
- Campionati AFL : 1

Buffalo Bills: 1964
- Grey Cup: 1

Hamilton Tiger-Cats: 1957

### Individuale
- MVP della AFL: 1

1962
- First-team All-AFL: 3

1962, 1964, 1965
- AFL All-Star: 4

1962–1965
- Leader della AFL in yard corse: 2

1962, 1964
- Leader della AFL in touchdown su corsa: 4

1962–1965
- Formazione ideale di tutti i tempi della AFL
- Buffalo Bills Wall of Fame